# Malak al-Kashif
Malak al-Kashif (n. 1 de noviembre de 1999) es un activista egipcia de derechos humanos y derechos LGBT. Al-Kashif es una de las primeras egipcias abiertamente transexuales detenidas por motivos políticos.

## Primeros años
Al-Kashif creció en un hogar religioso de El Cairo, junto a dos hermanas mayores y un hermano. De niña memorizaba partes del Corán.
De niña, al-Kashif se sentía más cómoda con las niñas que con los niños. A los 6 años, tenía sueños recurrentes en los que llevaba un vestido de novia. Al-Kashif conoció por primera vez a las personas transgénero a través de un comentario negativo que hizo su hermana sobre la actriz Hanan El Tawil, la primera actriz egipcia abiertamente transgénero.
A los nueve años, al-Kashif le dijo a sus padres que era una niña; como respuesta, su padre la golpeó. Su familia empezó a intentar cambiar el comportamiento y las preferencias más femeninas de al-Kashif, quien intentó actuar como un niño para evitar enfrentamientos con su familia. Sin embargo, agarraba ropa y maquillaje de mujer de sus familiares y los llevaba fuera de casa, lo que la convirtió en blanco de la violencia tanto en la calle como en la escuela.
En 2013, al-Kashif se marchó de casa el día de su cumpleaños. Durante un tiempo vivió en la calle, a veces durmiendo en parques o pasando la noche en vela. Ganaba dinero barriendo en una peluquería y fregando escaleras. El día en que Al-Kashif cumplió 18 años, en 2017, llamó a su madre en un intento de restablecer la relación con su familia. Pudo visitar a su familia, con la que estableció una tensa relación.
En 2018, ante el mal trato que la sociedad le ofrecía, al-Kashif intentó suicidarse. Sobrevivió, pero tuvo dificultades para obtener atención médica adecuada: fue internada en salas masculinas y el personal médico amenazó con detenerla.
En 2019, al-Kashif llevaba tres años solicitando el cambio de género en la documentación oficial.

## Activismo
En 2015, al-Kashif empezó a aprender más sobre política, feminismo y derechos LGBT. Se interesó por los efectos de la represión política en los derechos individuales y tomó la determinación de ser políticamente activa para mejorar su vida y la de otras personas transgénero.
Al-Kashif salió a la luz pública por primera vez en 2017, cuando comenzó a publicar sobre su transición en Facebook y los medios locales empezaron a informar sobre ella.
En 2017 y 2018 fue detenida brevemente debido a su actividad política.
En 2022, al-Kashif publicó un vídeo en el que contaba sus experiencias como parte de la campaña de vídeo de las Naciones Unidas Diversidad en la adversidad, centrada en los activistas LGBT de todo el mundo. En aquel momento trabajaba en Transat, una organización de defensa de los derechos de las personas trans.

## Arresto y encarcelamiento
El 6 de marzo de 2019, al-Kashif fue detenida por las fuerzas de seguridad egipcias en su domicilio de Guiza. La detención se produjo después de que participara en una protesta en la que se pedía justicia tras un accidente de tren ocurrido en El Cairo a finales de febrero; también fueron detenidos al menos otros 34 egipcios relacionados con las protestas. Fue acusada de presunto «uso indebido de las redes sociales», un cargo utilizado habitualmente contra manifestantes pacíficos, y de «ayudar a un grupo terrorista a oponerse al Estado».
Pasó la noche recluida en un centro de la Agencia de Seguridad Nacional. Al día siguiente, la Fiscalía Suprema de Seguridad del Estado ordenó que continuara detenida durante 15 días. Según la Comisión Egipcia para los Derechos y las Libertades (ECRF), el 10 de marzo Al Kashif fue agredida sexualmente en un hospital estatal por autoridades estatales, lo que el gobierno negó posteriormente. Sus amigos y sus abogados desconocían su paradero hasta cuatro días después de su detención, cuando la encontraron en la Fiscalía de Nuevo El Cairo. Había sido recluida en confinamiento solitario debido a las autoridades no se decidían si recluirla con hombres o con mujeres.
La detención de Al-Kashif fue ampliamente comentada en las redes sociales, con usuarios preocupados por su seguridad. Varios cientos de usuarios publicaron con el hashtag «en solidaridad con Malak al-Kashef».
Al-Kashif permaneció en confinamiento solitario como parte de la detención preventiva en la prisión de hombres de Tora durante cuatro meses. Durante ese tiempo, siguió afirmando su identidad ante los funcionarios de prisiones y se negó a responder a su necrónimo legal «muerto». Los funcionarios carcelarios finalmente comenzaron a referirse a ella por su nombre escogido y como mujer. Fue puesta en libertad el 16 de julio de 2019.